# Tsipy Zeiri
Tsipora Haya „Tsipy” Zeiri – izraelsko-polska działaczka społeczna.
Zeiri od ok. 2005 zajmuje się wymianą młodzieży licealnej i studentów z Polski oraz Izraela. Koordynatorka programu PIYE (Polish-Israeli Youth Experience), działającego pod auspicjami Muzeum Historii Żydów Polskich Polin oraz Uniwersytetu Telawiwskiego. Animatorka wymiany młodzieży ze szkół w Kołobrzegu i Ra’anannie. Zorganizowała łącznie kilkanaście projektów wymiany młodzieży, w którym wzięło udział kilkaset osób.
W 2016 za wybitne zasługi w rozwijaniu polsko-izraelskiej współpracy odznaczona Krzyżem Kawalerskim Orderu Zasługi Rzeczypospolitej Polskiej. Odznaczenie wręczył jej ambasador Jacek Chodorowicz.